# Lahire ou le Valet de cœur
Pour plus de détails, voir Fiche technique et Distribution.
Lahire ou le Valet de cœur est un film muet français réalisé par Louis Feuillade et sorti en 1922.

## Fiche technique
- Titre : Lahire ou le Valet de cœur[1]
- Réalisation : Louis Feuillade[1]
- Scénario : Louis Feuillade
- Société de production : Société des Établissements L. Gaumont[1]
- Pays de production :  France
- Langue : film muet avec les Intertitres en français
- Format : Noir et blanc — 35 mm — 1,33:1 — Muet
- Métrage :
- Genre : Comédie
- Durée :
- Date de sortie : 
  - France : 1922[1]

## Distribution
- Georges Biscot[1]